# Peter Foldgast
Peter Foldgast (ur. 3 grudnia 1979 w Kopenhadze) – duński piłkarz występujący na pozycji napastnika.

## Kariera klubowa
Urodzony w Kopenhadze Peter Foldgast rozpoczynał swą karierę piłkarską w klubie Aarhus GF z Aarhus w Jutlandii. Grał tam od lipca 1999 do czerwca 2000, a następnie przeszedł do klubu Brøndby IF, gdzie występował przez następne cztery lata. Przez wszystkie sezony jego bytności w zespole utrzymywał się on na szczycie tabeli Superligaen, by jednokrotnie w sezonie 2001/2002 zdobyć mistrzostwo Danii. Zespół dostał się wtedy do rozgrywek Pucharu UEFA, pokonując w 1/128 finału irlandzki zespół Shelbourne 2:0 i 3:0, później w 1/64 wygrywając 4:2 pierwszy i remisując 0:0 drugi mecz z Olimpiją Lublaną. Następnie przegrali 1:3 w pierwszym meczu 1/32 finału z chorwackim Varteks Varaždin, by jednak po zwycięstwie w drugim spotkaniu 5:0 dostać się do 1/16 finału, gdzie po pierwszym remisie z AC Parmą 1:1 musieli uznać jej wyższość w drugim spotkaniu przegrywając 3:0. Grę w Brøndby IF, Foldgast zakończył z dorobkiem 58 ligowych meczów i 16 bramek.
Po grze w klubie z miasteczka Brøndbyvester zawodnik przeszedł na rok do niemieckiego Rot-Weiss Essen. Rozegrał tam 17 meczów i zdobył 4 bramki, jednak jego klub spadł do 3. ligi, a Foldgast zdecydował się powrócić do swego pierwszego klubu Aarhus GF. Grał tam w latach 2005–2008. Po spadku w sezonie 2005/2006 do drugiej ligi, jego zespołowi udało się w następnym wywalczyć awans do pierwszej i pozostać w niej na ostatnim niespadkowym miejscu w sezonie 2007/2008. Tym razem Foldgast rozegrał 35 spotkań ligowych i zdobył 7 bramek. W czerwcu 2008 roku dostał propozycję grania w farerskim zespole EB/Streymur, z której skorzystał. Pojawił się po raz pierwszy w 13. kolejce Formuladeildin (sezon 2008), jednak nie wszedł z ławki rezerwowych na murawę. Jeszcze w 2008 roku Foldgast odszedł do FC Vestsjælland, gdzie w 2009 roku zakończył karierę.

## Kariera reprezentacyjna
Foldgast rozgrywał mecze w ramach młodzieżowej reprezentacji Danii U-19, gdzie na 14 meczów zdobył 7 bramek.